# IC 5250B
IC 5250B је лентикуларна галаксија у сазвјежђу Тукан која се налази на листи објеката дубоког неба у Индекс каталогу.
Деклинација објекта је - 65° 3' 31" а ректасцензија 22h 47m 21,9s. Привидна величина (магнитуда) објекта IC 5250 износи 11,2 а фотографска магнитуда 12,2. IC 5250B је још познат и под ознакама ESO 109-22A, PGC 69714.